# مرحلة المجموعات في دوري أبطال إفريقيا 2014
لعبت مرحلة المجموعات من بطولة دوري أبطال أفريقيا 2014 في الفترة ما بين 16 مايو إلى 24 أغسطس 2014. تنافس ما مجموعه ثمانية فرق في مرحلة المجموعات.

## القرعة
عقدت قرعة مرحلة المجموعات يوم 29 أبريل 2014، الساعة 11:00 ت ع م+2، في مقر الاتحاد الأفريقي بالعاصمة المصرية القاهرة. تم تقسيم الفرق الثمانية المتأهلة عن المرحلة الثانية إلى مجموعتين من أربعة. احتوت كل مجموعة على فريق واحد من كل المستويات الأربعة. وتم تحديد تصنيف كل فريق حسب رصيدهم النقطي المحتسب على أساس أداءهم في بطولات القارة للأندية للفترة 2009–2013.
تواجدت الفرق الثمانية التالية في القرعة:
| مستوى 1                                                      | مستوى 2                                                | مستوى 3                                   | مستوى 4                                        |
| ------------------------------------------------------------ | ------------------------------------------------------ | ----------------------------------------- | ---------------------------------------------- |
| - الترجي الرياضي التونسي (54 نقطة) - تي بي مازيمبي (42 نقطة) | - النادي الرياضي الصفاقسي (26 نقطة) - الهلال (24 نقطة) | - الزمالك (14 نقطة) - وفاق سطيف (12 نقطة) | - نادي فيتا الرياضي (نقطة) - الأهلي بنغازي (0) |

## الشكل
في مرحلة المجموعات لعبت كل مجموعة بطريقة الذهاب والإياب حيث يتواجه كل فريق. وتأهل متصدر ووصيف كل مجموعة إلى الدور نصف النهائي.

### كسر التعادل
تم تحديد ترتيب الفرق حسب النقاط (3 نقاط للفوز، نقطة واحدة للتعادل، و0 للهزيمة). في حالة التساوي بالنقاط، تطبق معايير كسر التعادل حسب الترتيب الآتي:
1. أكبر عدد من النقاط التي أحرزت في المباريات بين الفرق المعنية
2. فارق الأهداف في المباريات بين الفرق المعنية
3. الأهداف المسجلة خارج الديار في المباريات بين الفرق المعنية
4. فارق الأهداف في جميع المباريات
5. الأهداف المسجلة في جميع المباريات

## المجموعات
مواعيد المباريات كانت 16–18 مايو، 23–25 مايو، 6–8 يونيو، 25–27 يوليو، 8–10 أغسطس، و22–24 أغسطس 2014.

### المجموعة أ
| م | الفريق        | لعب | ف | ت | خ | أ.له | أ.ع | أ.ف | نقاط | التأهل      |     | تي بي | فيتا | الهلال | الزمالك |
| - | ------------- | --- | - | - | - | ---- | --- | --- | ---- | ----------- | --- | ----- | ---- | ------ | ------- |
| 1 | تي بي مازيمبي | 6   | 3 | 2 | 1 | 5    | 2   | +3  | 11   | نصف النهائي |     | —     | 1–0  | 3–1    | 1–0     |
| 2 | فيتا كلوب     | 6   | 3 | 2 | 1 | 6    | 4   | +2  | 11   | نصف النهائي |     | 0–0   | —    | 2–1    | 2–1     |
| 3 | الهلال        | 6   | 2 | 1 | 3 | 7    | 9   | −2  | 7    |             |     | 1–0   | 1–1  | —      | 2–1     |
| 4 | الزمالك       | 6   | 1 | 1 | 4 | 4    | 7   | −3  | 4    |             | 0–0 | 0–1   | 2–1  | —      |         |

1. 1 2  كسر التعادل: تم ترتيب تي بي مازيمبي وفيتا كلوب على أساس المواجهات المباشرة.

| الهلال      | 1–0   | تي بي مازيمبي |
| ----------- | ----- | ------------- |
| إبراهيم 51' | تقرير |               |

| نادي فيتا الرياضي          | 2–1   | الزمالك   |
| -------------------------- | ----- | --------- |
| موبيله 18' · نغوديكاما 80' | تقرير | زكريا 76' |

| الزمالك                     | 2–1   | الهلال     |
| --------------------------- | ----- | ---------- |
| دومينيك 6' · عبد الشافي 81' | تقرير | كاريكا 25' |

| تي بي مازيمبي | 1–0   | نادي فيتا الرياضي |
| ------------- | ----- | ----------------- |
| ساماتا 62'    | تقرير |                   |

| الهلال           | 1–1   | نادي فيتا الرياضي    |
| ---------------- | ----- | -------------------- |
| سرجيو جونيور 19' | تقرير | إتيكياما 88' (ركلة.) |

| تي بي مازيمبي | 1–0   | الزمالك |
| ------------- | ----- | ------- |
| كالابا 13'    | تقرير |         |

| نادي فيتا الرياضي                     | 2–1   | الهلال  |
| ------------------------------------- | ----- | ------- |
| باسيسيلا 81' · إتيكياما 90+7' (ركلة.) | تقرير | بشة 18' |

| الزمالك | 0–0   | تي بي مازيمبي |
| ------- | ----- | ------------- |
|         | تقرير |               |

| تي بي مازيمبي                         | 3–1   | الهلال       |
| ------------------------------------- | ----- | ------------ |
| كالابا 27' · أسانته 60' · تراوريه 76' | تقرير | كاريكا 90+3' |

| الزمالك | 0–1   | نادي فيتا الرياضي |
| ------- | ----- | ----------------- |
|         | تقرير | سنتامو 55'        |

| الهلال                | 2–1   | الزمالك  |
| --------------------- | ----- | -------- |
| بشة 35' · المدينة 84' | تقرير | فتحي 61' |

| نادي فيتا الرياضي | 0–0   | تي بي مازيمبي |
| ----------------- | ----- | ------------- |
|                   | تقرير |               |

### المجموعة ب
| م | الفريق                  | لعب | ف | ت | خ | أ.له | أ.ع | أ.ف | نقاط | التأهل      |     | الصفاقسي | سطيف | الترجي | الأهلي |
| - | ----------------------- | --- | - | - | - | ---- | --- | --- | ---- | ----------- | --- | -------- | ---- | ------ | ------ |
| 1 | النادي الرياضي الصفاقسي | 6   | 3 | 2 | 1 | 8    | 5   | +3  | 11   | نصف النهائي |     | —        | 1–1  | 1–0    | 3–1    |
| 2 | وفاق سطيف               | 6   | 2 | 4 | 0 | 9    | 6   | +3  | 10   | نصف النهائي |     | 1–1      | —    | 2–2    | 1–1    |
| 3 | الترجي الرياضي التونسي  | 6   | 2 | 1 | 3 | 8    | 9   | −1  | 7    |             |     | 2–1      | 1–2  | —      | 1–0    |
| 4 | الأهلي بنغازي           | 6   | 1 | 1 | 4 | 5    | 10  | −5  | 4    |             | 0–1 | 0–2      | 3–2  | —      |        |

ملاحظة: كل مباريات إياب الأهلي بنغازي لعبت خارج ليبيا لأسباب أمنية.
| الترجي       | 1–2   | وفاق سطيف              |
| ------------ | ----- | ---------------------- |
| المحيرصي 54' | تقرير | ناجي 24' · بلعميري 48' |

| النادي الرياضي الصفاقسي              | 3–1   | الأهلي بنغازي        |
| ------------------------------------ | ----- | -------------------- |
| الخنيسي 15' · بن صالح 34' · شلوف 86' | تقرير | البولعابي 27' (ه.ع.) |

| الأهلي بنغازي                      | 3–2   | الترجي                     |
| ---------------------------------- | ----- | -------------------------- |
| سادومبا 4' · فرج 12' · أوركوما 44' | تقرير | العكايشي 20' · الدراجي 78' |

| وفاق سطيف   | 1–1   | النادي الرياضي الصفاقسي |
| ----------- | ----- | ----------------------- |
| بلعميري 12' | تقرير | معلول 45+1'             |

| وفاق سطيف | 1–1   | الأهلي بنغازي          |
| --------- | ----- | ---------------------- |
| ناجي 44'  | تقرير | الفيتوري 90+1' (ركلة.) |

| الترجي                     | 2–1   | النادي الرياضي الصفاقسي |
| -------------------------- | ----- | ----------------------- |
| الدراجي 65' · المحيرصي 66' | تقرير | الحناشي 47'             |

| الأهلي بنغازي | 0–2   | وفاق سطيف                |
| ------------- | ----- | ------------------------ |
|               | تقرير | بلعميري 18' · يونس 90+3' |

| النادي الرياضي الصفاقسي | 1–0   | الترجي |
| ----------------------- | ----- | ------ |
| منصر 77'                | تقرير |        |

| الأهلي بنغازي | 0–1   | النادي الرياضي الصفاقسي |
| ------------- | ----- | ----------------------- |
|               | تقرير | ساسي 67'                |

| وفاق سطيف              | 2–2   | الترجي           |
| ---------------------- | ----- | ---------------- |
| جحنيط 29' (ركلة.)، 50' | تقرير | العكايشي 7'، 72' |

| النادي الرياضي الصفاقسي | 1–1   | وفاق سطيف    |
| ----------------------- | ----- | ------------ |
| معلول 87'               | تقرير | زي أوندو 64' |

| الترجي             | 1–0   | الأهلي بنغازي |
| ------------------ | ----- | ------------- |
| الجربي 70' (ركلة.) | تقرير |               |

## روابط خارجية
- أورانج دوري أبطال أفريقيا 2014، CAFonline.com